# آمال سعدالدین
آمال سعدالدین (زاده ۱۵ ژوئیه ۱۹۶۸)، بازیگر دوبلر و کارگردان اهل سوریه است. او مدت زیادی از تلویزیون غیبت کرد، اما پس از آن با سریال «دایا آ دایا» بازگشت. او کار دوبله را از سال ۱۹۹۴ در نقش سونیک آغاز کرد. از معروف‌ترین نقش‌های آمال می‌توان به نقش «کونان» در کارآگاه کانن، پرستار جوی از پوکمون و دورائمون از سریال معروف Doraemon اشاره کرد. او همسر قاسم ملحو هنرمندی است که در مجموعه‌های تلویزیونی فعالیت داشته است.